# Myrmeciza exsul
Myrmeciza exsul е вид птица от семейство Thamnophilidae.

## Разпространение
Видът е разпространен в Еквадор, Колумбия, Коста Рика, Никарагуа и Панама.